# Levkivți, Volociîsk
Levkivți (în ucraineană Левківці) este un sat în comuna Ciuheli din raionul Volociîsk, regiunea Hmelnîțkîi, Ucraina.

## Demografie
Componența lingvistică a localității Levkivți
     Ucraineană (100%)
Conform recensământului din 2001, toată populația localității Levkivți era vorbitoare de ucraineană (100%).